# اشتراك معنوي
المشترَك المعنوي هو المعنى الذي تشترك فيه مجموعة من الأسماء أو المسميات، والحقيقة الكلية الموجودة في أفراد متعددة.
بالتعريف العام، قد يأتي المشترَك المعنوي:
- معنىً، ويسميه علماء أصول الفقه المعنى المشترك والقدر المشترك.
- لفظًا يدل على أفراد متعددة تتضمن معنى واحدا ويسمى اللفظ الكلي.

## أنواعه وفق التقسيم

### بالنظر إلى المعنى في ذاته
1. ما يكون في المعنى قطعيا، بأن يُقطع بوجود معنى مشترك بين المسميات ووجوده فيها جميعا، كاشتراك الضرب والشتم والقتل والتأفيف في معنى الإيذاء وإن تفاوتت حدة المعنى في كل منها، أو اشتراك جميع الناس في معنى الإنسانية على حد سواء.
2. ما يكون في المعنى ظنيا، بأن يحصل اتفاق على وجود معنى مشترك في المسميات دون تعيينه بعينه أو على اشتراك معنى بين أمرين دون القطع بوجوده في كليهما.

### بالنظر إلى تحصيل المعنى المشترك
1. ما يراد تحصيل المعنى المشترك منه، بأن يكون هناك عدد من المسميات ويراد تحصيل معنى مشترك بينها.
2. ما يراد تحصيل المسميات المتضمِّنة له، بأن يكون هناك لفظ يدل على معنى، ويراد تحصيل ما يشارك هذه الألفاظ في ذلك المعنى.

### بالنظر إلى الألفاظ الدالة عليه
1. ألفاظ جزئية، والجزء من اللفظ ما يمنع تصور معناه من وقوع الشركة فيه، وليس فيه بحد ذاته اشتراك معنوي ولا لفظي، بل الاشتراك في معنى يتضمنه ذلك اللفظ مع لفظ آخر جزئي مثله.
2. ألفاظ كلية، والكلي من اللفظ ما لا يمنع تصور معناه من وقوع الشركة فيه، وقد يدل على اشتراك معنوي أو اشتراك لفظي أو عليهما معا. إذا كان اللفظ الكلي الدال على اشتراك معنوي ذا معنى كلي مستوٍ في محالّه سمي متواطئا؛ وإلا فمشكِّكا. فمثلا لفظ الإنسان كلي متواطئ لأن أفراده يستوون فيه جميعا، أما لفظ النور فكلي مشكك لأن نور الشمعة ونور الشمس يختلفان في الشدة فإذا بهما يتفاوتان فيه مثلا.[1]

## هوموسيميا
الهوموسيميا [homosemy] هي تجميع الألفاظ التي تشترك في دلالة واحدة تجمعها. والهوموسيم هو معنى اللفظ الذي له نفس المدلول معنى لفظ آخر.

## هوموسيماسيا
الهوموسيماسيا [homosemasy] هي الاشتراكُ في المعنى الواقعُ بين لفظين من لغتين مختلفتين أو أكثر.